# Mietkawa
Mietkawa (biał. Меткава; ros. Метково, Mietkowo) – wieś na Białorusi, w obwodzie mińskim, w rejonie mińskim, w sielsowiecie Pietryszki.
W czasach Rzeczypospolitej ziemie te leżały w województwie mińskim. Odpadły od Polski w wyniku II rozbioru. W granicach Rosji wieś należała do ujezdu mińskiego w guberni mińskiej. Ponownie pod polską administracją w latach 1919–1920 w okręgu mińskim Zarządu Cywilnego Ziem Wschodnich.
Ustalona w traktacie ryskim granica polsko-radziecka przeszła tuż obok wsi pozostawiając ją po stronie sowieckiej. Do 1939 Mietkawa było radziecką miejscowością nadgraniczną bezpośrednio sąsiadującą z Polską. Po polskiej stronie granicy znajdowały się Hermaszyszki.